# Bocom Financial Towers
Bocom Financial Towers (chiń. 交银金融大厦; pinyin Jiāoyín Jīnróng Dàshà) – wieżowiec znajdujący się w Szanghaju w Chinach. Znajduje się on w dzielnicy Pudong. Ma 265 metrów wysokości i 52 piętra. Daje mu to 6. miejsce wśród najwyższych budynków w Szanghaju. Poza piętrami nad ziemią, budynek posiada 4 podziemne kondygnacje. Jego budowa rozpoczęła się w 1997 roku, a zakończyła w roku 2002. Głównymi materiałami użytymi przy jego budowie były szkło i stal. Został on zaprojektowany przez ABB Architekten. Wykorzystywany jest jako biurowiec. Na 48. piętrze znajduje się basen z widokiem na miasto. Budynek złożony jest z dwóch części, które połączone są atrium o wysokości 163,4 metrów.